# Hans Larwin

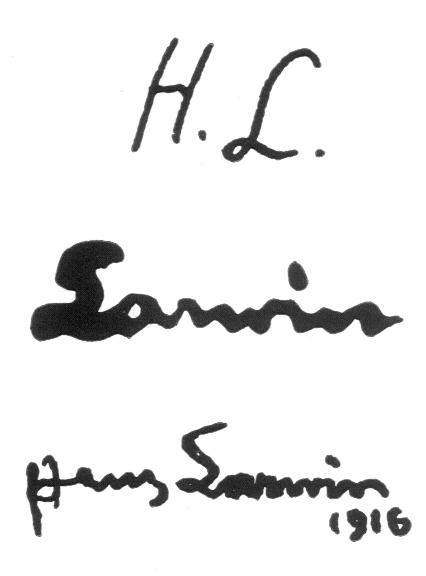
Signaturen

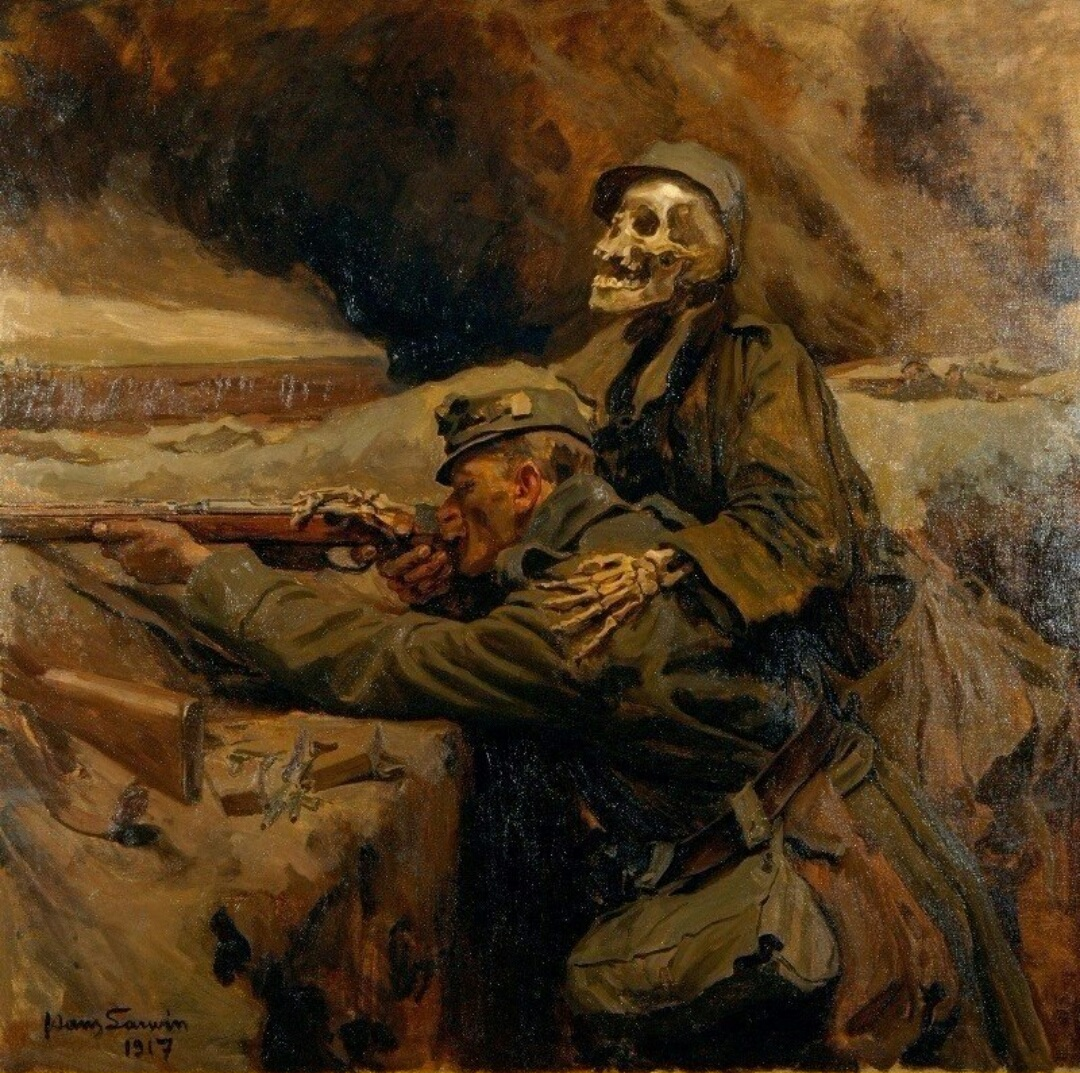
Soldat und Tod, 1917

Hans Larwin (* 6. Dezember 1873 in Wien; † 17. November 1938 ebenda; auch Johann Larwin) war ein Wiener Genremaler und Akademieprofessor.

## Leben
Hans Larwin, Sohn des Fächermachers und Buchbinders Johann Larwin und seiner Frau Karoline, geb. Veihinger, besuchte in Wien die Kunstgewerbeschule und studierte ab 1889 an der Akademie der bildenden Künste, unter anderem ab 1891 bei Christian Griepenkerl, ab 1893 bei August Eisenmenger und ab 1894 bei Kasimir Pochwalski.
Um 1900 unternahm Larwin zahlreiche Studienreisen, die ihn nach Rom, München, Paris und die Niederlande führten. 1902 wurde er Mitglied des Wiener Künstlerhauses und hatte dort seine ersten Ausstellungen. Er war auch Mitglied der Künstlervereinigung Alte Welt.
Während des Ersten Weltkriegs suchte Larwin um Aufnahme als Kriegsmaler in das k.u.k. Kriegspressequartier an. Im Rang eines Oberleutnants war er vom 18. August 1917 bis November 1918 an den verschiedenen Fronten künstlerisch im Einsatz. Einige seiner Arbeiten aus dieser Zeit befinden sich heute in den Sammlungen des Heeresgeschichtlichen Museums in Wien.
Nach einem Aufenthalt in Chicago (1922–1924) lebte Larwin zwischen 1925 und 1927 in der Slowakei, Ungarn und Jugoslawien. 1927 kehrte er wieder nach Wien zurück und wurde 1930 Professor und Leiter der Allgemeinen Malerschule an der Akademie der bildenden Künste und unterrichtete auch an der Graphischen.
Zu seinen Förderern gehörten Jenny Mautner (1856–1938) und deren Mann, der Textilindustrielle Isidor Mautner (1852–1930), seit 1925 Besitzer der Textilfabrik Marienthal.
Sein ehrenhalber gewidmetes Grab befindet sich auf dem Wiener Zentralfriedhof (Gruppe 12C, Reihe 1, Nummer 28).

## Auszeichnungen
- 1893: Goldene Füger-Medaille[2]
- 1898: Rompreis (Staatsreisestipendium)
- 1907: Kleine Goldene Staatsmedaille; für sein Ölgemälde Branntweiner
- 1908: Kaiserpreis; für sein Ölgemälde Sonntagabend in Neustift
- 1910: Erzherzog Carl Ludwig Medaille; für sein Ölgemälde Beim Heurigen
- 1913: Große Goldene Staatsmedaille; für sein Ölgemälde Wiener Stadtratssitzung unter Lueger
- 1914: Friedrich Dobner von Dobenau-Preis; für das Ölgemälde Nach der Assanierung in Erdberg
- 1915: Preis der Stadt Wien
- 1926: Staatspreis
- 1927: Reichel-Preis
- 1953: Benennung der Larwingasse im 22. Wiener Gemeindebezirk Donaustadt

## Werke (Auswahl)

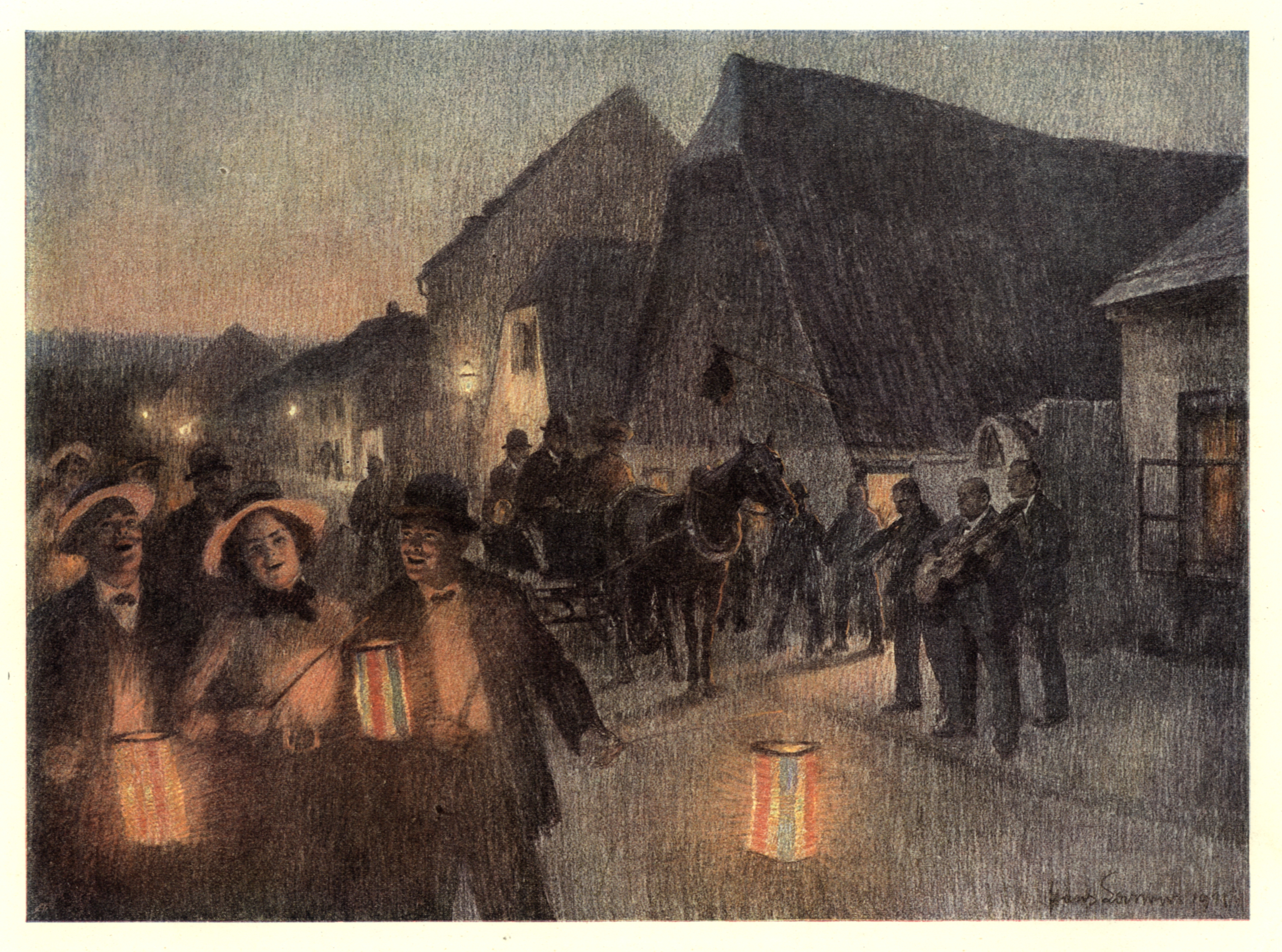
Sonntagabend in Neustift am Walde (vor 1908)

Hans Larwin wurde vor allem als Genremaler der Wiener Vorstadt und Szenen aus dem Wiener Volksleben bekannt, schuf aber auch Porträts. Seine bevorzugten Techniken waren Öl- und Pastellmalerei sowie die Zeichnung.
- Branntweiner, 1907.
- Sitzung des Wiener Stadtrats unter Lueger, 1907 (Wien Museum).
- Beim Heurigen, vor 1910.
- Illustrationen für den ersten Band der bekannten Kremser-Alben, 1911.
- Nach der Assanierung in Erdberg, vor 1914.
- Soldat und Tod, 1917, Öl auf Leinwand, Heeresgeschichtliches Museum, Wien[3]
- Zigeunerin mit Zwillingen, 1920er (Chicago, Harding Museum).